# Banca Națională a Republicii Belarus
Banca Națională a Republicii Belarus (belarusă Нацыянальны банк Рэспублікі Беларусь, rusă Национальный банк Республики Беларусь) este banca centrală din Belarus, situată în capitală, la Minsk. Banca a fost creată în 1922 sub numele de "Banca Republicană Bielorusă" de către Sovietul Comisarilor Poporului din Bielorusia, dar în curând a trecut sub controlul Băncii de Stat a URSS. Trecând prin reorganizări în 1959 și 1987, banca a apărut în forma sa actuală în anul 1990, după votarea normelor bancare după declararea independenței față de Uniunea Sovietică.

## Cadrul Legal
Activitățile băncii sunt reglementate în codul Bancar adoptat în data de 25 octombrie 2000. Articolul 25 din Codul Bancar, prevede că una dintre principalele funcții ale băncii este de a asigura eficient, de încredere și în condiții de siguranță funcționarea sistemului interbancare și prescrierea procedurilor pentru numerar și non-numerar în Republica Belarus.

## Incluziunea Financiară
Banca Națională a Republicii Belarus este angajată în dezvoltarea de politici pentru a promova incluziunea financiară și este membru al Alianței pentru Incluziunea Financiară.
Instituția a făcut o Declarație de Angajament Maya pe 3 mai 2013, prin care a prezentat un angajament de a crește numărul de adulți cu conturi bancare de la nivelul de 70 la sută la 85 la sută până în 2015. În plus, banca urma să încerce să consolideze educația financiară prin activități specifice stabilite a fi implementate în cadrul Planului Comun de Acțiune, de agenții guvernamentale și participanții la piețele financiare privind îmbunătățirea culturii financiare a populației Republicii Belarus pentru 2013-2018.

## Președinții Băncii Naționale
- Nikolai Omelyanovich (în bielorusă: Mikolai Amelyanovich; 1986, ca Belkontora de Gosbank — 1991)
- Stanislav Bogdankevich (în bielorusă: Stanislau Bahdankevich; din 1991-1995)
- Tamara Vinnikova (în bielorusă: Tamara Vinnikava; 1996-1997)
- Ghenadie Aleinikov (în bielorusă: Hyenadz' Aleynikau; 1997-1998)
- Piotr Prokopovich (în bielorusă: Piotr Prakapovich; 1998 și 2011 menționează)
- Nadejda Yermakova (în bielorusă: Nadzeya Yermakova; 2011-2014)
- Pavel Kallaur (în bielorusă: Pavel Kalaur; 2014–2025)
- Roman Golovcenko (în bielorusă: Raman Hałoŭčenka; din 2025)